# Xanthorhoe quartanata
Xanthorhoe quartanata är en fjärilsart som beskrevs av Achille Guenée 1858. Xanthorhoe quartanata ingår i släktet Xanthorhoe och familjen mätare. Inga underarter finns listade i Catalogue of Life.